# 赣抚平原灌区
赣抚平原灌区是中国江西省南昌的一个灌区，其水源为抚河。灌区设计面积79.5万亩，实际面积为54.9万亩，进水闸设计流量为166立方米每秒。